# Myra Strober
Myra H. Strober (nacida en 1940) es catedrática emérita de Educación en la Escuela de Postgrado de Negocios Stanford, California, EE. UU. También forma parte del consejo editorial de Feminist Economics, y fue presidenta de la Asociación Internacional de Economía Feminista (IAFFE) de 1997 a 1999.

## Educación
Myra Strober se licenció en la Escuela de Relaciones Industriales y Laborales de la Universidad Cornell en 1962. En 1965 obtuvo un máster en Economía por la Universidad Tufts, y en 1969 se doctoró en Economía por el Instituto de Tecnología de Massachusetts.

## Vida personal
Strober estuvo casada con el también profesor de la Escuela de Medicina de la Universidad Stanford Samuel Strober, con el que tuvo dos hijos. Después se casó con el psiquiatra Jay M. Jackman, con el que estuvo casada hasta su fallecimiento en enero de 2022.